# Trno
Trno – wieś w Słowenii, w gminie Šentjur. W 2018 roku liczyła 46 mieszkańców.